# 巴甫利夫斯凱 (波洛希區)
47°28′24″N 36°2′56″E / 47.47333°N 36.04889°E
巴甫利夫斯凱（烏克蘭語：Павлівське）是位於烏克蘭東南部的村莊，由扎波羅熱州波洛希區的波洛希市鎮負責管轄。該村面積1.27平方公里，海拔高度88米，2001年人口151，人口密度每平方公里118.7人。